# Bresovizza di Gradigne
Bresovizza di Gradigne (in sloveno Brezovica pri Gradinu [ˈbɾeːzɔʋitsa pɾi ɡɾaˈdiːnu]) è un insediamento (naselje) di 41 abitanti, della municipalità di Capodistria della regione statistica Carsico-litoranea della Slovenia.
L'area faceva tradizionalmente parte della regione storica del Litorale, ora invece è inglobata nella regione Carsico-litoranea.

## Origini del nome
Il nome del paese è cambiato da Brezovica a Brezovica pri Gradinu in 1959.